# Lutz Heuer
Lutz Heuer (* 1943 in Berlin) ist  ein deutscher Historiker und Publizist.

## Leben
Lutz Heuer ist als ältester Sohn eines Malermeisters in der Nachkriegszeit am Nordbahnhof im Stadtbezirk Berlin-Mitte aufgewachsen. Hier erlernte er bei der Deutschen Reichsbahn den Beruf eines Landvermessers und übte diesen Beruf beim Vermessungsbüro der Reichsbahn und später im VEB Tiefbau Berlin aus. Danach war er in verschiedenen Tätigkeiten und Funktionen im Berliner Bauwesen tätig.
Von 1970 bis 1974 studierte Heuer Geschichtswissenschaften an der Humboldt-Universität zu Berlin. Nach dem Abschluss als Historiker betätigte er sich im Bildungsbereich. Er arbeitete zehn Jahre als Lehrer im Nebenberuf an der Betriebsakademie des VEB Wohnungsbaukombinat Berlin bei der Ausbildung von Facharbeitern und Ingenieuren. Andere Bereiche, in denen er sich engagierte, waren die Erforschung der Regionalgeschichte Berlins, der Luisenstädtische Bildungsverein, das Institut für Konflikt- und Friedensforschung und der Kulturring in Berlin. Seit 2003 ist Lutz Heuer freiberuflich als Historiker und Publizist tätig.

## Veröffentlichungen (Auswahl)
Lutz Heuer beteiligte sich mit eigenen Beiträgen in Veröffentlichungen des Heimatvereins Berlin-Marzahn-Hellersdorf. Darüber hinaus publizierte er in Zeitungen und Zeitschriften zur Geschichte Berlins bzw. Geschichte der Sowjetischen Besatzungszone und der DDR. Außerdem ist er bei verschiedenen eingetragenen Vereinen als Referent zu den verschiedensten historischen Themenstellungen tätig.
- mit Norbert Podewin: Der Vereinigungsprozess in Lichtenberg: KPD und SPD auf dem Weg zur Sozialistischen Einheitspartei Deutschlands. Edition Luisenstadt, Berlin 1993.
- mit Norbert Podewin: Operativer Vorgang „Fuchsbau“ 1953–1961. Eine Geschichte aus der Zeit des kalten Krieges in Berlin. Edition Luisenstadt, Berlin 1998.
- Die Magistrats- und Prominentensiedlung in Berlin-Biesdorf nach 1945. Kulturring in Berlin, E. V. Berlin 2004.
- Arthur Pieck (1899–1970). Ein Leben im Schatten des Vaters. Trafo, Berlin 2005.
- Fritz Reuter (1900–1968). Ein proletarisches Leben. 1945–1953 Gewerkschaftsfunktionär, 1953–1956 Bürgermeister von Berlin-Friedrichshain. Trafo, Berlin 2007.
- Siedlers Freud, Siedlers Leid. Die Geschichte der von Bruno Taut projektierten Siedlung „Lichtenberger Gartenheim“ in Berlin-Mahlsdorf und ihrer Siedlergenossenschaft von 1920 bis 1979/80. Trafo, Berlin 2009.
- mit Norbert Podewin: Franz Neumann (1904–1974): Frontmann im Berlin des Kalten Krieges (= Kleine Reihe Biographien BzG. Bd. 23). Trafo, Berlin 2009, ISBN 978-3-89626-926-3
- Arthur Werner (1877–1967). Berlins Oberbürgermeister in der Stunde Null. Trafo, Berlin 2011.
- Eine über 100jährige Geschichte des Tabakrauchens in Berlin, der Tabakladen der Firma H. Junghans, ehemals Chausseestraße 128, Berlin-Mitte. Trafo, Berlin 2011.
- Paul Schwenk („Paul Scherber“), * 08.08.1880, † 22.08.1960. Von den Barrikaden der Novemberrevolution, dem Kampf gegen den Faschismus, aus dem Gefängnis Stalins zum stellvertretenden Oberbürgermeister Berlins 1945. Trafo, Berlin 2012.
- Erich Töppe (Pseudonym Karl Otto Müller), * 24.11.1910, † 27.07.1971. Im Hinterland von Richard Sorge. Trafo, Berlin 2013.
- „Euch der Lorbeer, unser die Pflicht“. Aus dem Leben des Antifaschisten und Kommunisten Ottomar Georg Alexander Geschke. * 16.11.1882, Fürstenwalde, † 17.05.1957, Berlin-Ost. Trafo, Berlin 2014.
- Die Magistratssiedlung in Berlin-Biesdorf nach dem 2. Weltkrieg (Mai 1945 bis Oktober 1946) (= Hefte zur DDR-Geschichte. H. 135). 2. erweiterte und aktualisierte Auflage. „Helle Panke“ e. V.-Rosa-Luxemburg-Stiftung Berlin, Berlin 2015.
- Aus dem Leben des Politikers, Antifaschisten und Gewerkschafters Hans Jendretzky, (*20.07.1897,  † 02.07.1992,) trafo-verlag, Berlin 2017
- Erlebtes und Erstrebtes. Erinnerungen aus sieben Jahrzehnten meines Lebens in Berlin. Autobiographie. trafo verlag, Berlin 2018
- Aus der Geschichte der 'Villa Conrad' in Berlin-Biesdorf. Ihre Erbauer, ihre prominenten Bewohner und Gäste. trafo verlag; Berlin 2018